# Cygne
Cygnus
Cet article concerne le groupe d'oiseau. Pour les autres significations, voir Cygne (homonymie).
Genre
Cygnus (les cygnes) est un genre d'oiseaux de la famille des Anatidae.

## Description

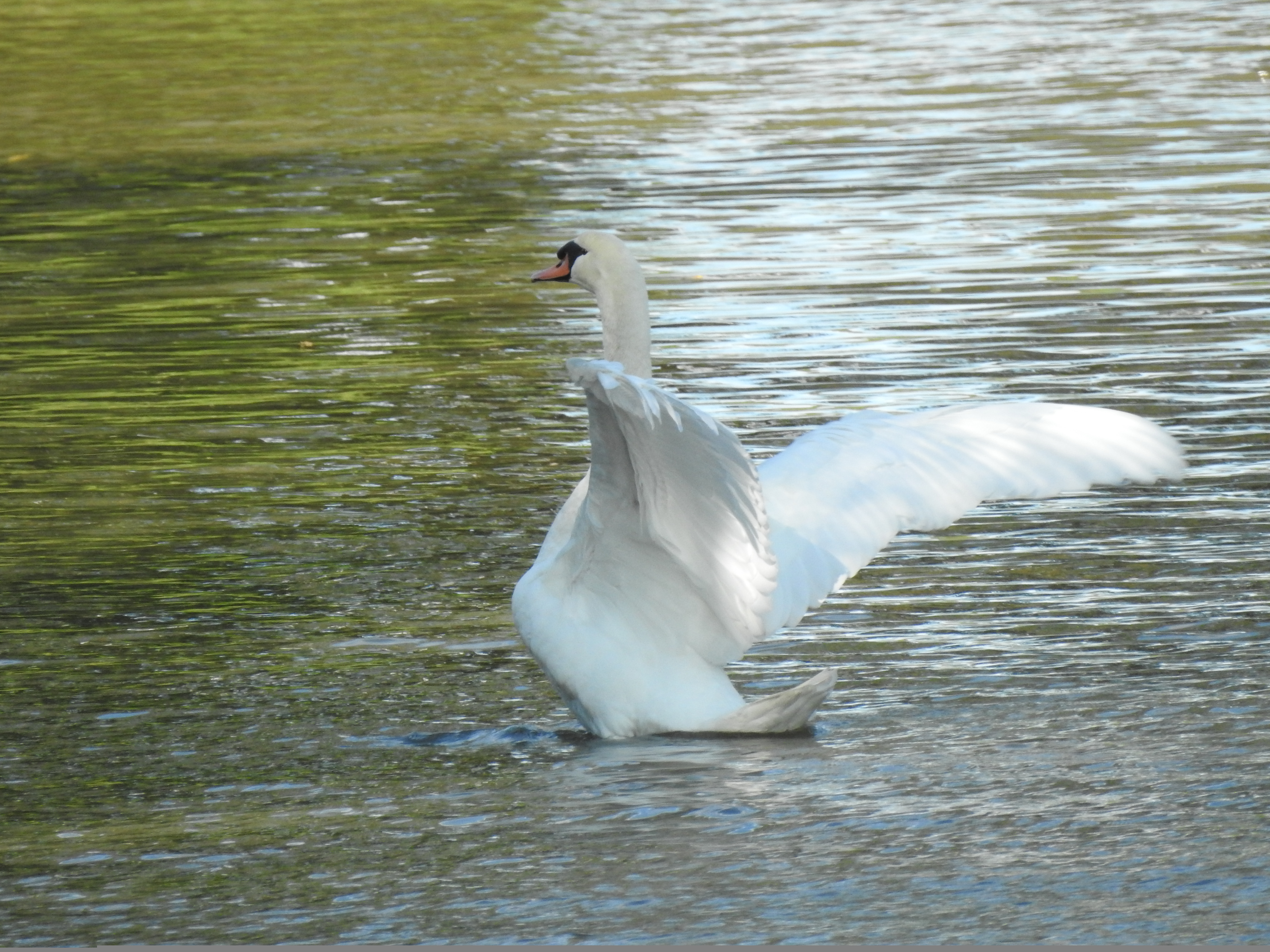
Cygne tuberculé qui déploie ses ailes

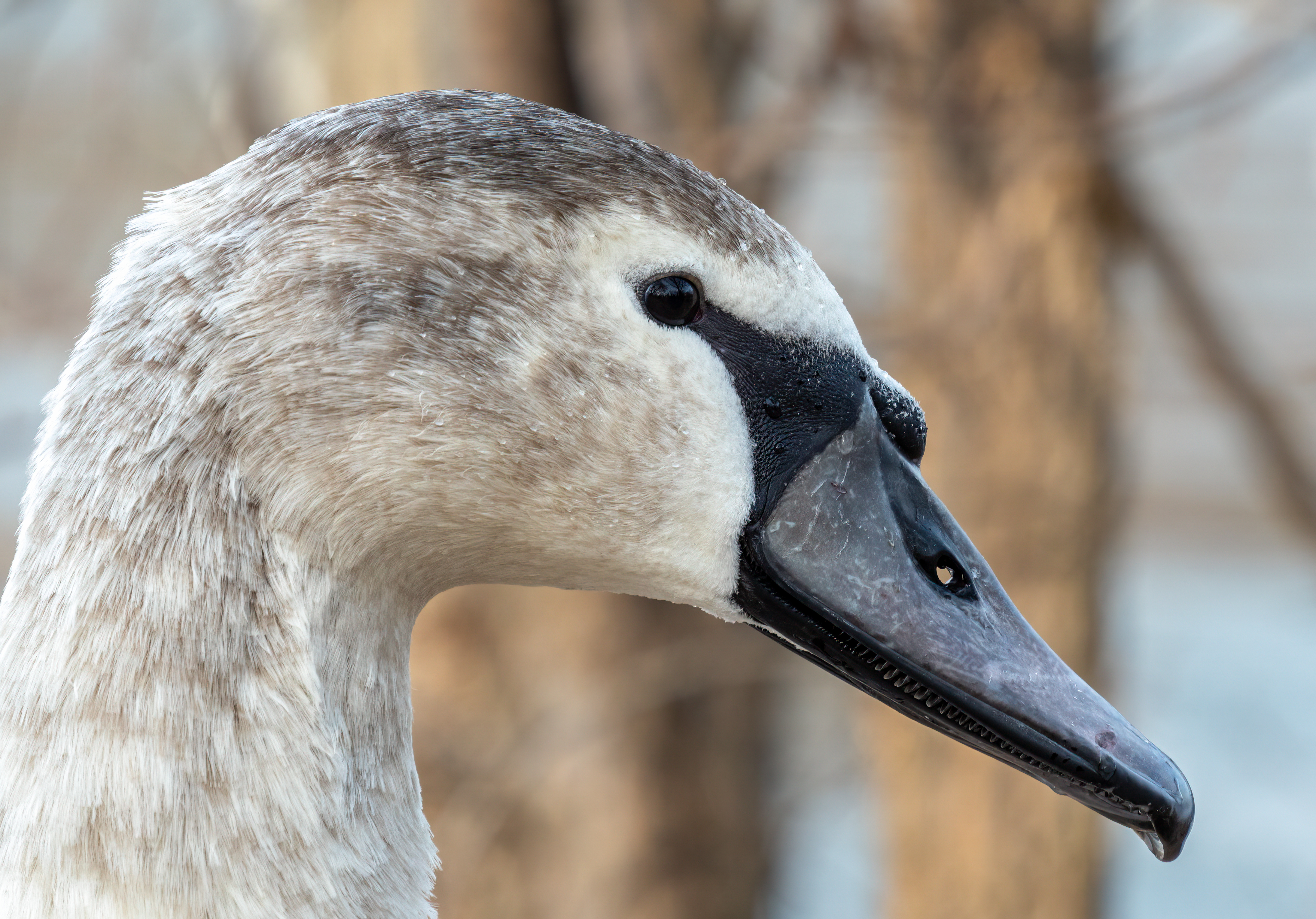
Portrait de profil d'un cygne immature, à Prospect Park, New York. Janvier 2022.

Les cygnes sont connus pour leur cou courbé (ils possèdent 25 vertèbres cervicales, le plus grand nombre de tous les vertébrés) et pour leurs belles plumes blanches, au nombre de 25 000 chez le cygne adulte. Cependant, quelques espèces ont un plumage partiellement noir (Cygne noir et Cygne à cou noir). Leurs pieds sont palmés. Les petits du cygne sont appelés cygneaux, mais aussi cygnets ou cygnons. Les cygnes sont les plus grands membres de la famille des Anatidae, et sont parmi les plus gros oiseaux volants, pesant jusqu'à 15 kg et mesurant 1,50 m environ. Par rapport aux oies, ils sont à la fois plus grands en taille et ont des pieds et un cou proportionnellement plus grands. Ils ont aussi une pièce de peau déplumée entre les yeux et sur le bec chez les adultes. Les plumages de chaque sexe sont similaires, mais les mâles sont généralement plus grands et plus lourds que les femelles. Les cygnes sont capables de voler jusqu'à une vitesse de 65 km/h.
Juste avant de mourir, le cygne chanterait davantage et avec plus de force. Ce comportement a donné l'expression « chant du cygne » qui remonte à l’Antiquité grecque (κύκνειον ᾆσμα / kúkneion âisma) — et dont une des premières mentions est attestée chez Ésope, reprise par le philosophe grec Platon qui la place dans la bouche de Socrate, condamné à mort par la cité d'Athènes en 399 avant notre ère, dans le Phédon,.

## Liste des espèces
Selon la classification de référence du Congrès ornithologique international (version 15.1, 2025), 6 espèces sont répertoriées, le Cygne de Bewick étant considéré comme une sous-espèce du Cygne siffleur Cygnus columbianus.
| Espèce                                                    | Photo | Portrait | Répartition | Population |
| Cygnus atratus (Latham, 1790) Cygne noir                  |       |          | Australie Introduit en Nouvelle-Zélande en 1864. voir aussi : † Cygnus sumnerensis (Cygne noir de Nouvelle-Zélande)                                  | Entre 300 000 et 500 000 oiseaux[réf. nécessaire]. (selon IUCN : 100 000 à 1 000 000)                          |
| Cygnus melancoryphus (Molina, 1782) Cygne à cou noir      |       |          | Amérique du Sud | Entre 26 000 et 100 000 oiseaux[réf. nécessaire].                                                              |
| Cygnus olor (Gmelin, JF, 1789) Cygne tuberculé            |       |          | Europe - Asie centrale. Introduit en Amérique du Nord.                                                                                               | Selon IUCN : 600 000 à 610 000                                                                                 |
| Cygnus buccinator Richardson, 1832 Cygne trompette        |       |          | Amérique du Nord. | Environ 18 000 oiseaux.                                                                                        |
| Cygnus columbianus bewickii Yarrell, 1830 Cygne de Bewick |       |          | Europe - Asie | Environ 20 000 oiseaux[réf. nécessaire]. (Selon IUCN : Cygnus columbianus comprend environ 300 000 individus)  |
| Cygnus columbianus columbianus (Ord, 1815) Cygne siffleur |       |          | Canada Arctique | Environ 170 000 oiseaux[réf. nécessaire]. (Selon IUCN : Cygnus columbianus comprend environ 300 000 individus) |
| Cygnus cygnus (Linnaeus, 1758) Cygne chanteur             |       |          | Été: depuis l'Islande, Scandinavie, Russie, Sibérie Hiver: Écosse, Europe du Nord, lacs alpins, Croatie, Turquie, Caspienne jusqu'en Chine et Japon. | Environ 180 000 oiseaux,.                                                                                      |

## Distribution et migration
Les cygnes vivent généralement dans des milieux tempérés, rarement sous les tropiques. Quatre à cinq espèces se trouvent dans l'hémisphère nord, une  se trouve en Australie et en Nouvelle-Zélande et une dernière se rencontre dans le sud de l'Amérique du Sud. Les cygnes sont absents d'Asie tropicale, d'Amérique centrale, du nord de l'Amérique du Sud et de l'ensemble de l'Afrique. Une espèce, le cygne tuberculé, a été introduite en Amérique du Nord, en Australie et en Nouvelle-Zélande.
Plusieurs espèces ont un comportement migratoire, en partie ou en totalité. Le Cygne tuberculé est une espèce migratrice partielle, résidant dans des régions de l'Europe occidentale, mais migrant en Europe de l'Est et en Asie. Le Cygne chanteur et le Cygne siffleur sont en totalité migrateurs, et les cygnes trompettes sont presque entièrement migrateurs. Il existe des preuves qu'une partie des cygnes à cou noir sont migrateurs, mais aucune étude détaillée n'a établi si ces mouvements sont à longue ou à courte distance.

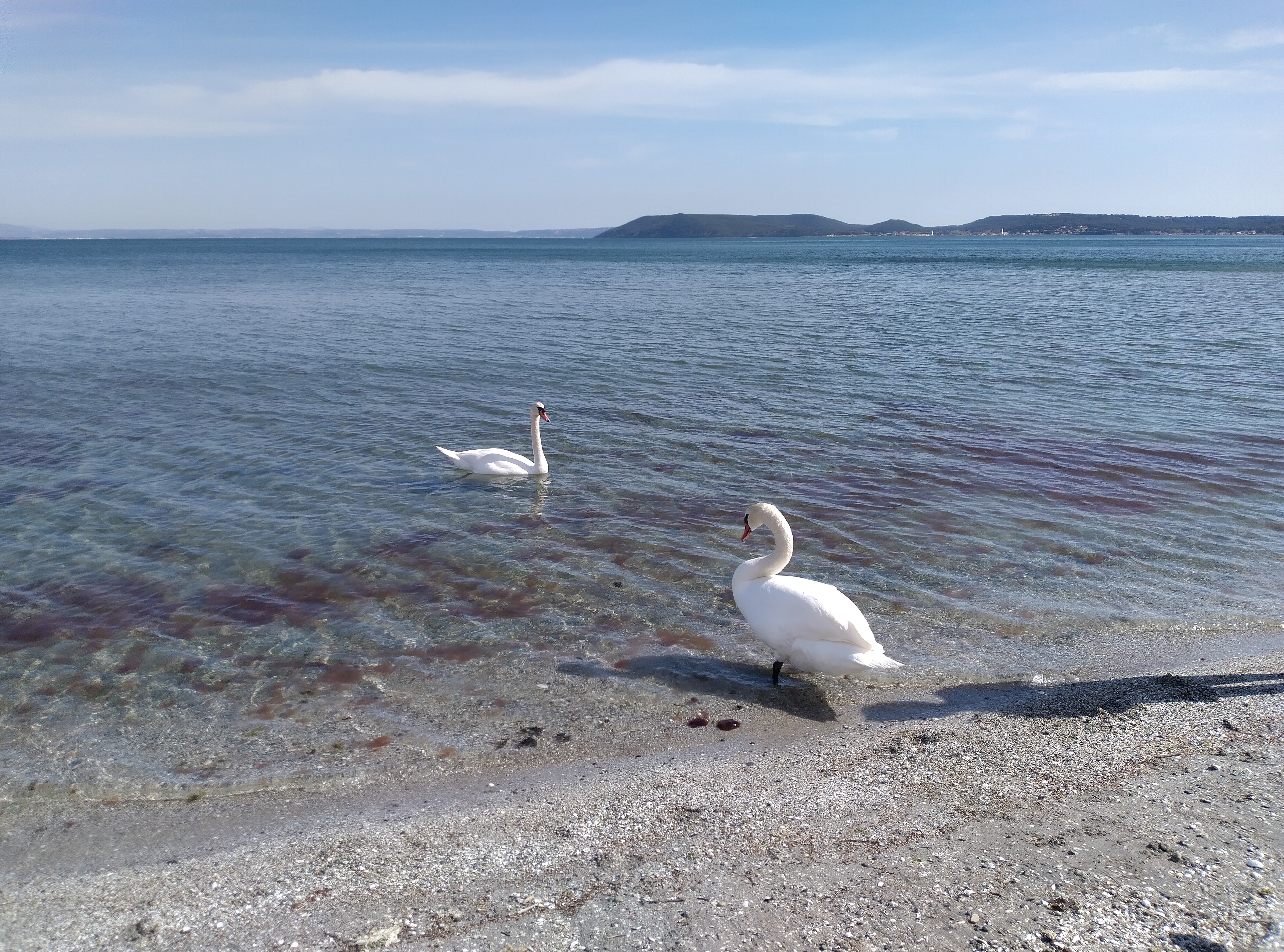
Cygnes sur l'Etang de Berre

## Comportement
Les cygnes se nourrissent dans l'eau et sur terre. Ils sont presque exclusivement herbivores, même si un petit nombre d'animaux aquatiques peut être mangé. Leur régime alimentaire est composé de racines, de tubercules, de tiges et de feuilles de plantes aquatiques submergées.

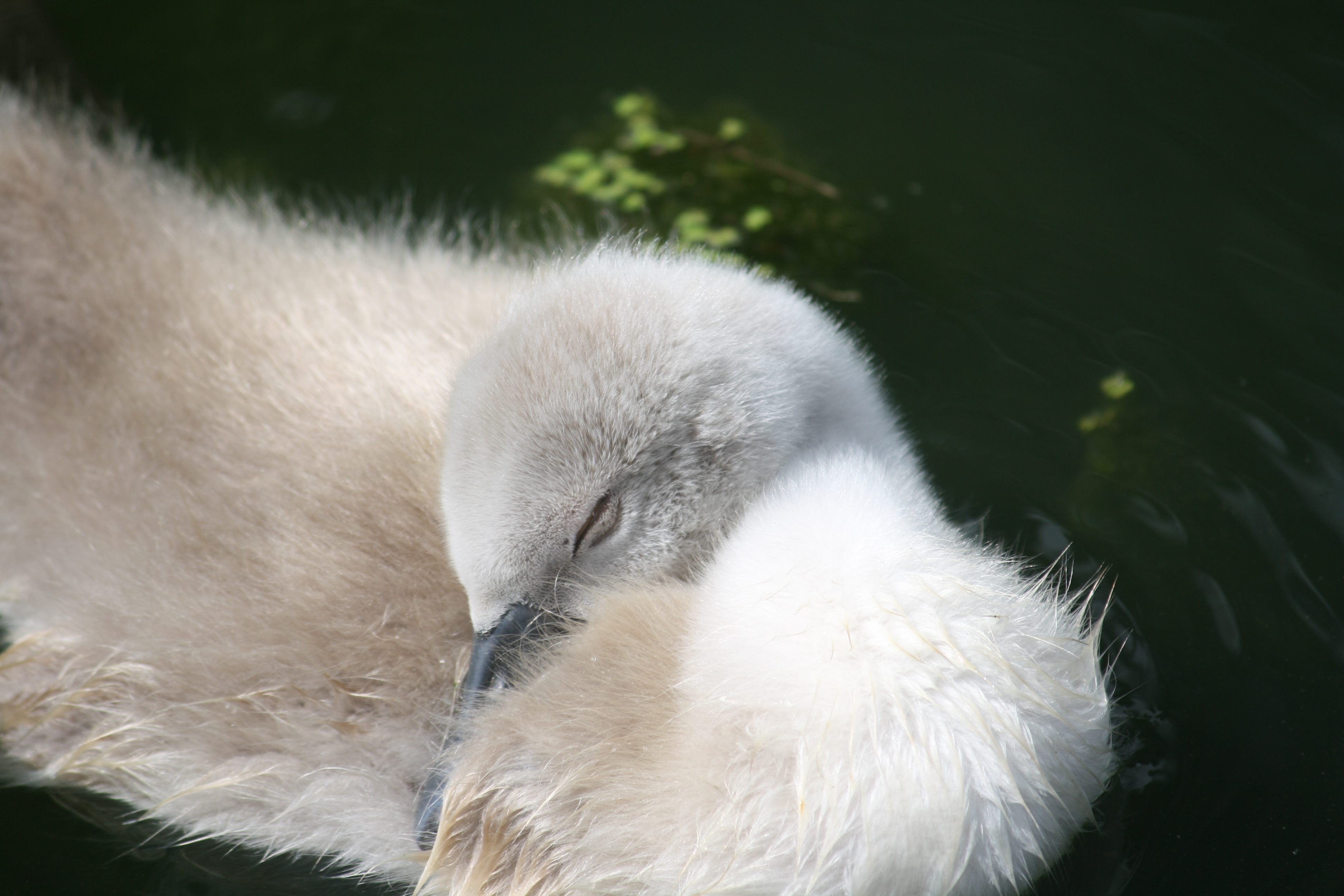
Jeune cygne endormi

Les cygnes s'accouplent par paires monogames et vivent ensemble plusieurs années. Dans de nombreux cas, les couples peuvent durer à vie, mais une séparation peut arriver. Ces couples se maintiennent même dans les espèces migratrices et grégaires comme les cygnes siffleurs, qui se rassemblent en grands troupeaux dans des aires d'hivernage. Le nid se trouve sur la terre, près de l'eau et mesure environ un mètre de diamètre. Contrairement à beaucoup de canards et aux oies, le mâle contribue à la construction du nid. La taille moyenne des œufs (pour le cygne tuberculé) est de 113 × 74 mm, avec un poids de 340 g, une moyenne de couvée de 4 à 7 œufs et une période d'incubation de 34 - 45 jours. Avec les dendrocygninés, les cygnes sont les seuls anatidés dont les mâles aident à l'incubation des œufs.

Parents cygnes au nid
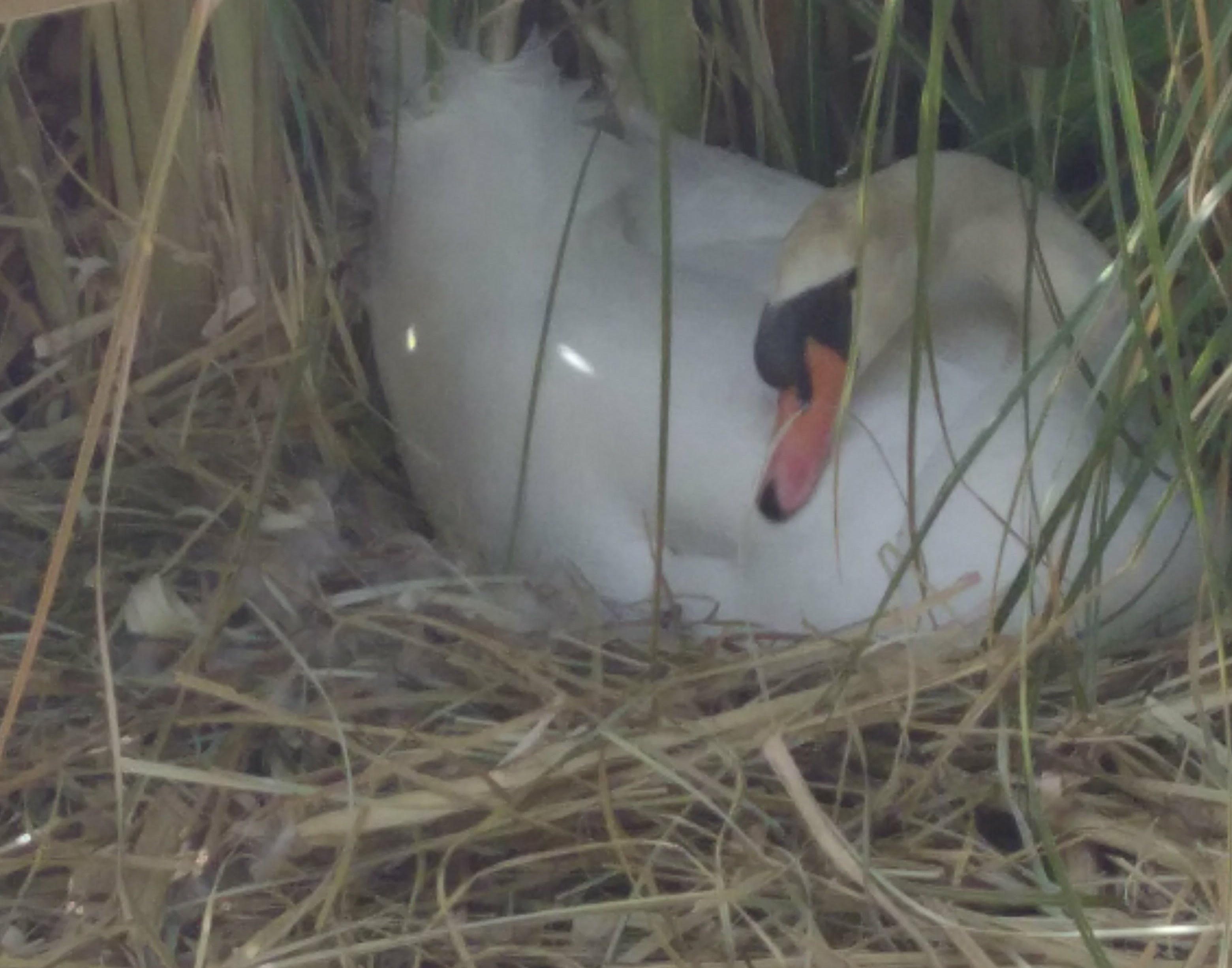
Femelle en train de couver
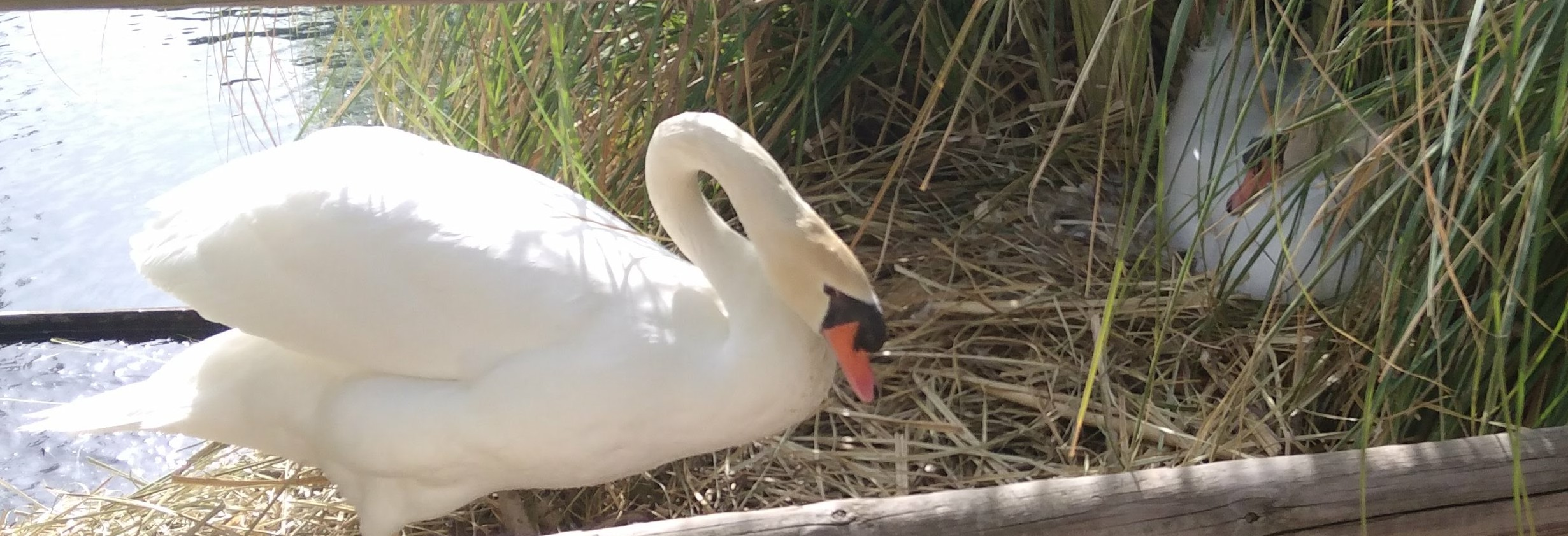
Cygne mâle protégeant sa femelle en train de couver
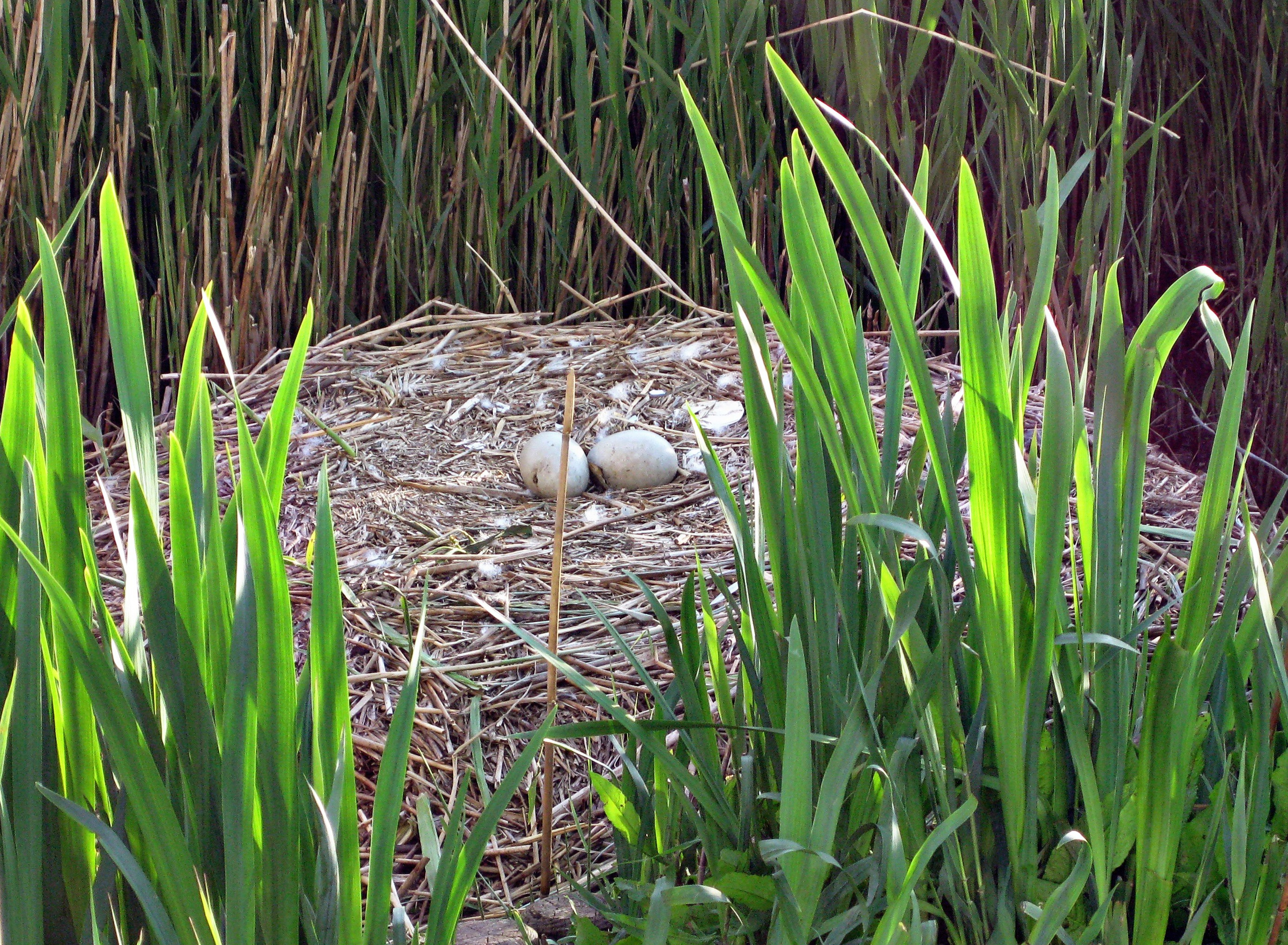
Œufs de cygne non éclos
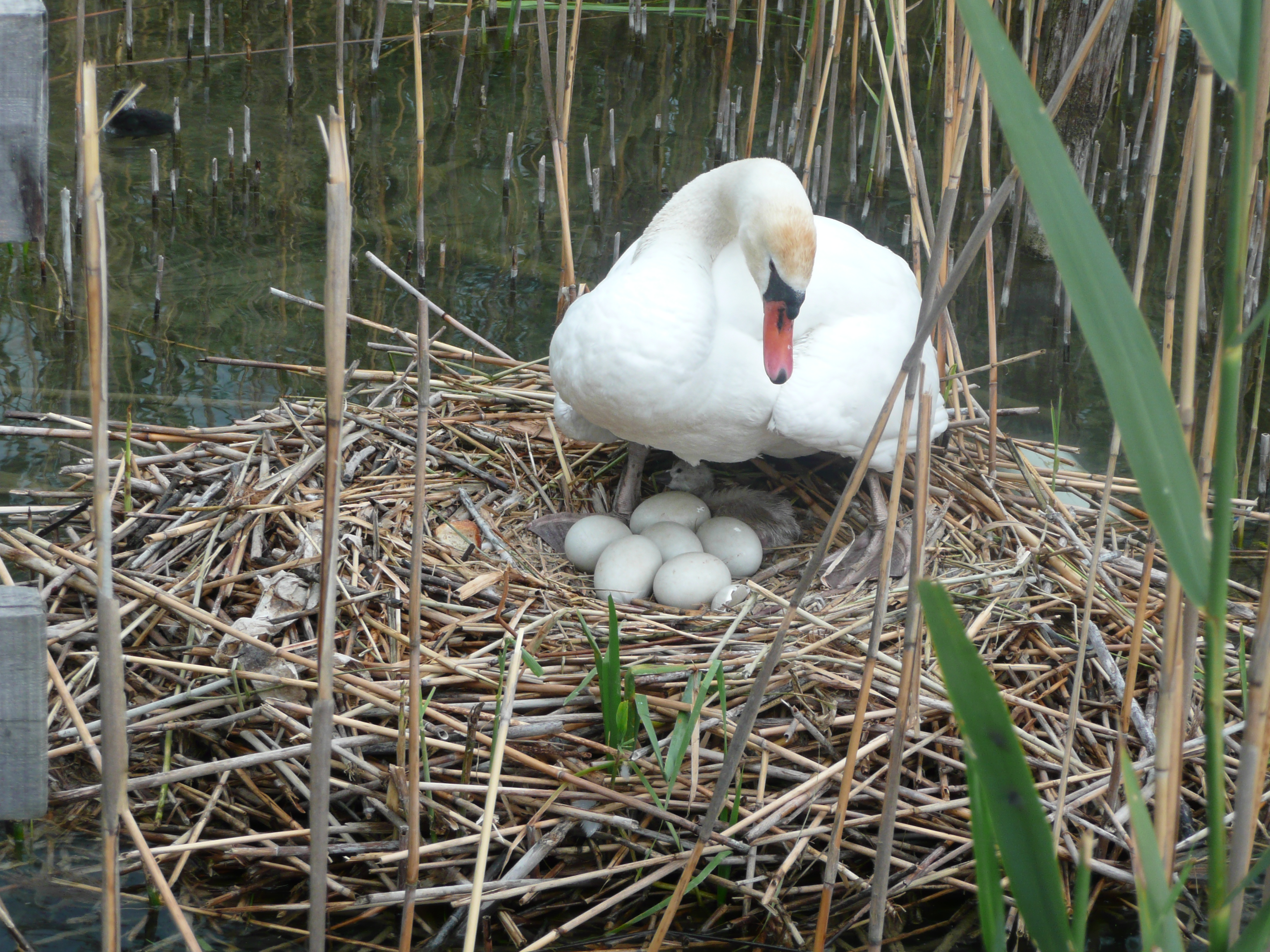
Parent surveillant sa couvée
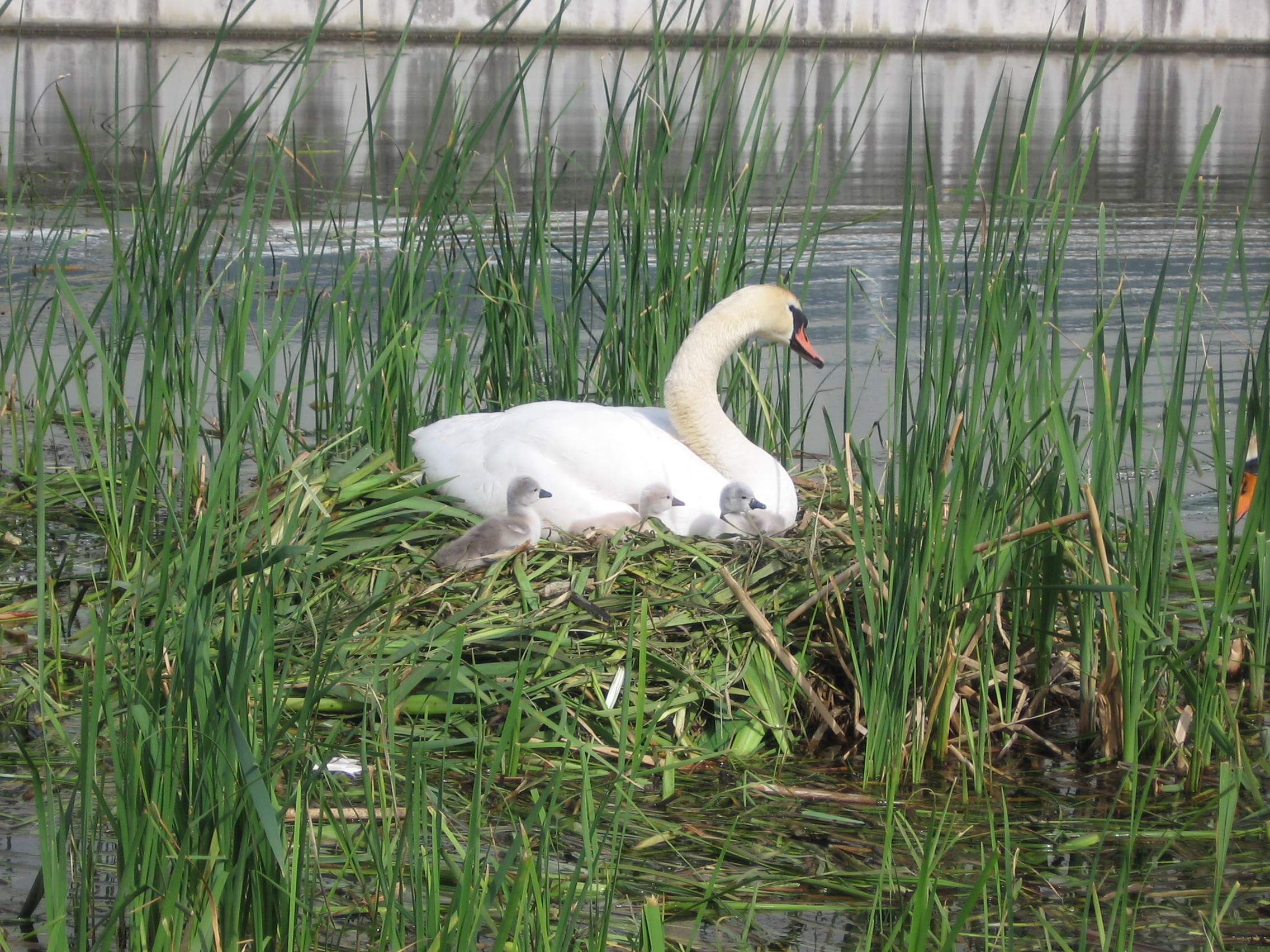
Cygne avec des petits de quelques jours dans le nid début mai
- Famille de cygnes sur un étang
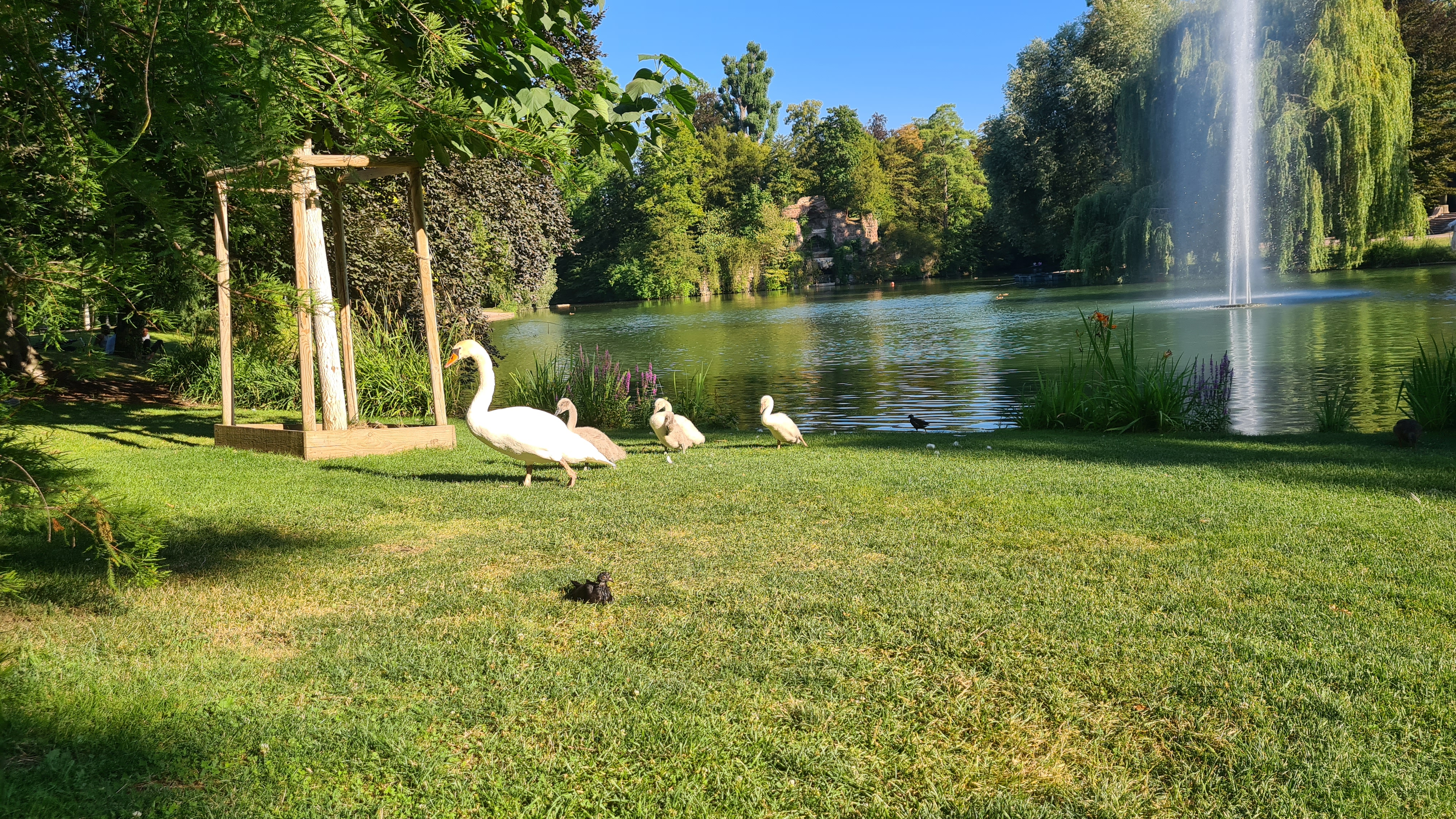
Un cygne et ses petits à l'Orangerie à Strasbourg

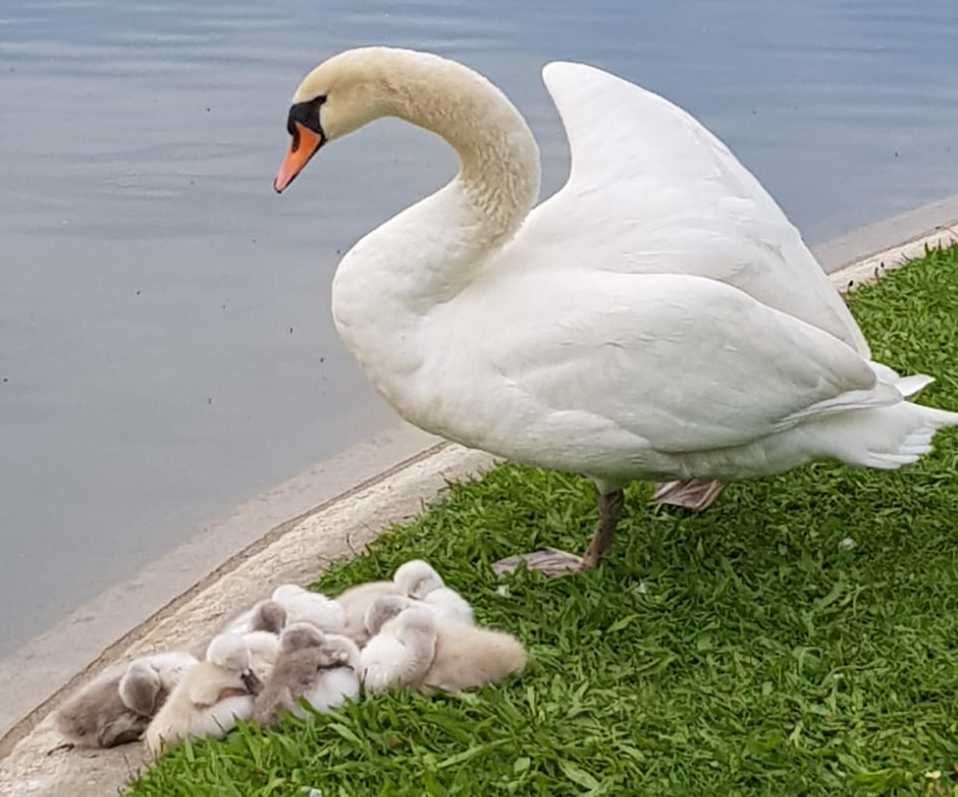
Cygne et ses petits au bord d'un étang

## Coloration

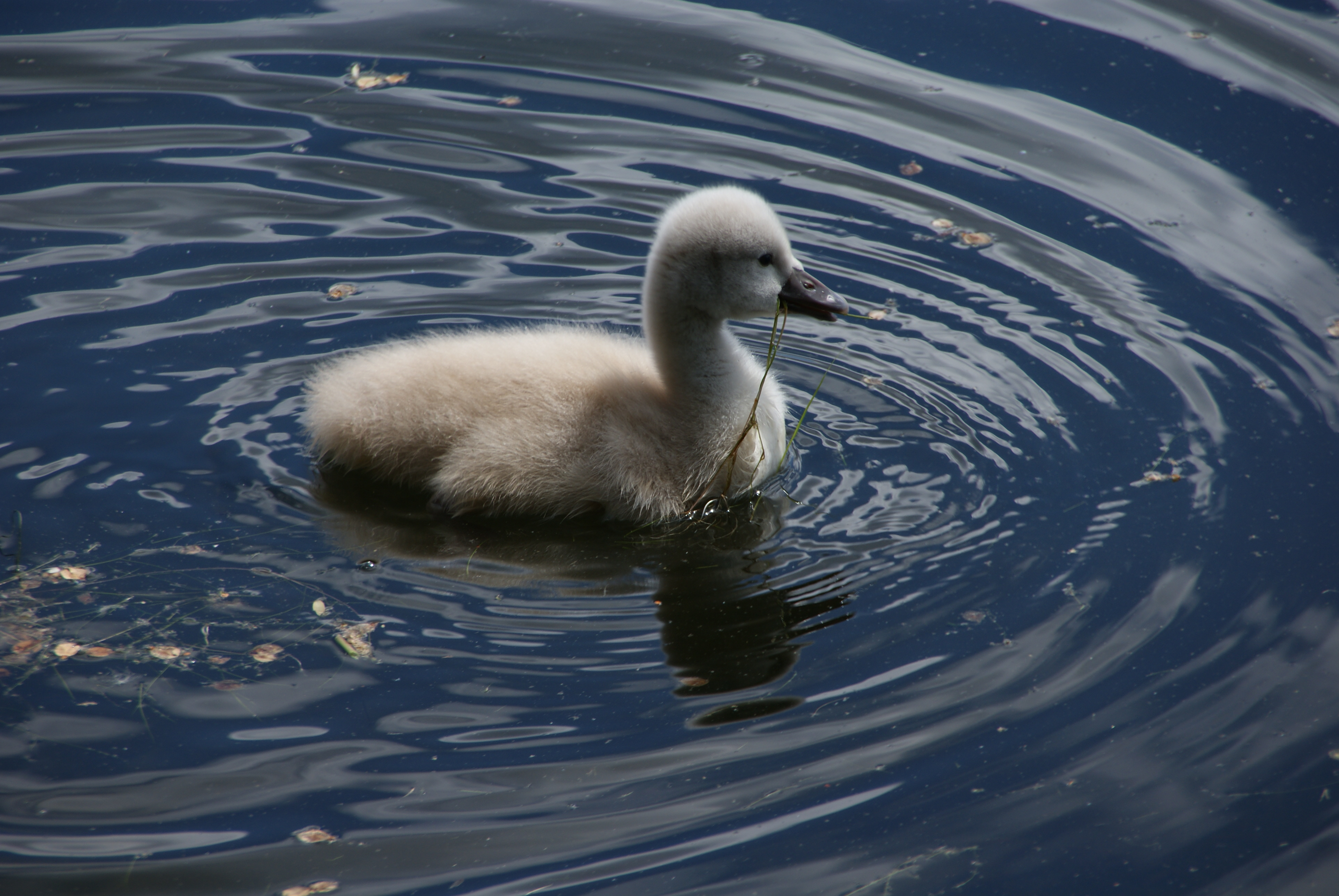
Cygnet tuberculé robe grise

Les espèces de cygnes de l'hémisphère nord ont le plumage d'un blanc pur, mais ceux de l'hémisphère sud mélangent noir et blanc. L'espèce australienne du cygne noir (Cygnus atratus) est totalement noire, excepté le blanc de ses plumes en vol. Les bébés de cygnes noirs sont de couleur gris clair. Les cygnes à cou noir, vivant en Amérique du Sud, sont blancs, mais ont un cou noir.
Les membres inférieurs des cygnes sont de couleur gris noirâtre, sauf pour les deux espèces d'Amérique du Sud, qui les ont roses. La couleur du bec varie : les quatre espèces subarctiques ont des becs noirs avec des teintes de jaune, alors que toutes les autres espèces ont des becs à motifs rouge et noir.
Les poussins des cygnes tuberculés gardent une robe grise (le bec est également gris) de leur naissance jusqu'à l'été suivant, à la période à laquelle ils quittent leurs parents.

## Maladies, causes de mortalité
Les cygnes peuvent être victimes des grandes maladies communes à tous les oiseaux (la grippe aviaire en particulier), mais d'autres causes de mortalité existent :
- collision avec des véhicules ou avec des lignes à haute-tension (les oiseaux concernés sont souvent déjà affaiblis ou malades) ;
- empoisonnement par des pesticides ;
- saturnisme aviaire, avec intoxication aiguë à la suite d'une ingestion de plombs de pêche (dont les gros plombs dits turlutte) ou de chasse. 
Une étude[19] publiée en 2000 a porté sur près de 10 000 cygnes (de six espèces ou sous-espèces) dans quatorze pays, trouvés morts de saturnisme induit par l'ingestion de plombs de pêche ou de chasse (ou peut-être de ball-trap), ou bien contaminés par des végétaux ou sédiments pollués par des mines ou l'industrie métallurgique. Plusieurs déclins de population locales de cygnes tuberculés ont été observés en Angleterre durant la fin des années 1970 et les années 1980. Les cygnes siffleurs étaient plus touchés (en nombre) que les cygnes de toute autre espèce[19]. Le cas le plus grave est celui d'environ 7 200 cadavres trouvés dans la toundra durant cinq hivers, dans une seule localité de Caroline du Nord[19]. Les statistiques disponibles montrent une amélioration progressive dans les pays ou régions où le plomb de chasse ou de pêche n'est plus utilisé[20], mais des études antérieures ont montré en Amérique du Nord que, quarante ans après l'arrêt de la chasse sur un lac, les cygnes noirs pouvaient encore s'y empoisonner en ingérant des billes de plomb conservées dans la vase. 
On note aussi que dans certaines zones chassées (marais audomarois, dans le nord de la France), des populations de cygnes se sont reconstituées, mais qu'elles ont changé de comportement en allant manger sur terre, dans les cultures de choux-fleurs et de maraîchage, et beaucoup moins dans l'eau et les sédiments. Plusieurs pays ayant interdit le plomb dans les cartouches ou les plombs de pêche, les chercheurs estiment que les populations de cygnes devraient peu à peu reprendre de l'importance, notamment là où ces oiseaux bénéficient d'une fourniture de grit non toxique[21]. 
L’étude récente (2016) de 49 cygnes hivernant dans le nord de la Pologne, non loin de la mer Baltique, a montré que 45 % d’entre eux sont victimes de saturnisme (plombémie moyenne : 0,241 μg/g(p/p) avec des niveaux dépassant le seuil d'intoxication de 0,23 μg/g p/p dans la moitié des cas). L’analyse isotopique de ce plomb sanguin a conclu que le plomb de chasse du marché polonais n’était pas en cause[22].

## Le cygne et l'être humain

### Usages

#### Fourrure et duvet
La fourrure de cygne (peau et son duvet) ou le duvet de cygne, sont utilisés dans la composition ou comme garniture de vêtements, mais aussi dans la fabrication de menus objets (houppette à poudre, calorimètre…).
Le duvet « de cygne » était souvent remplacé par du duvet d'oie blanche.

#### Oiseau d'ornement

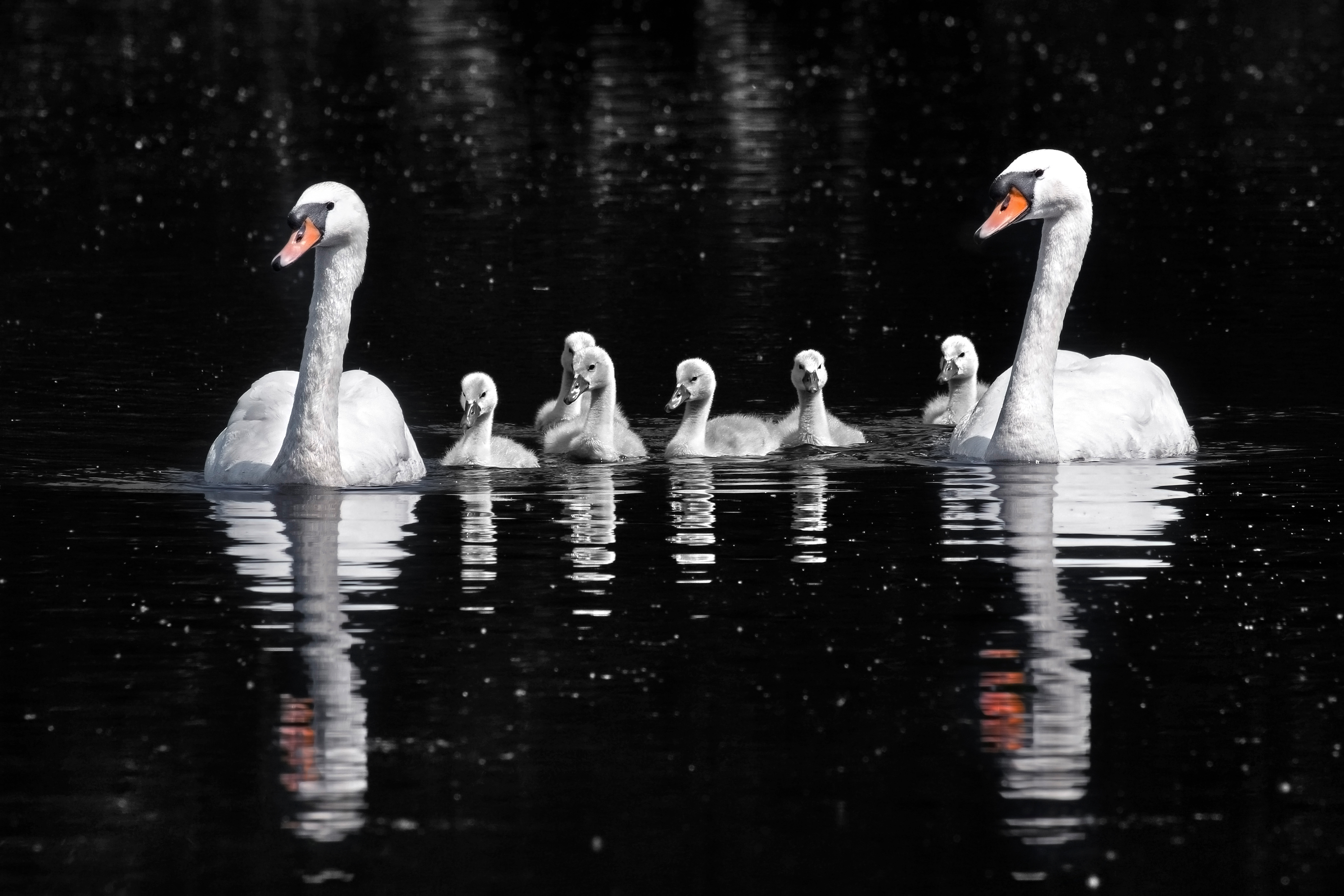
Couple de cygnes tuberculés avec leurs petits. La femelle se trouve à gauche et le mâle à droite.

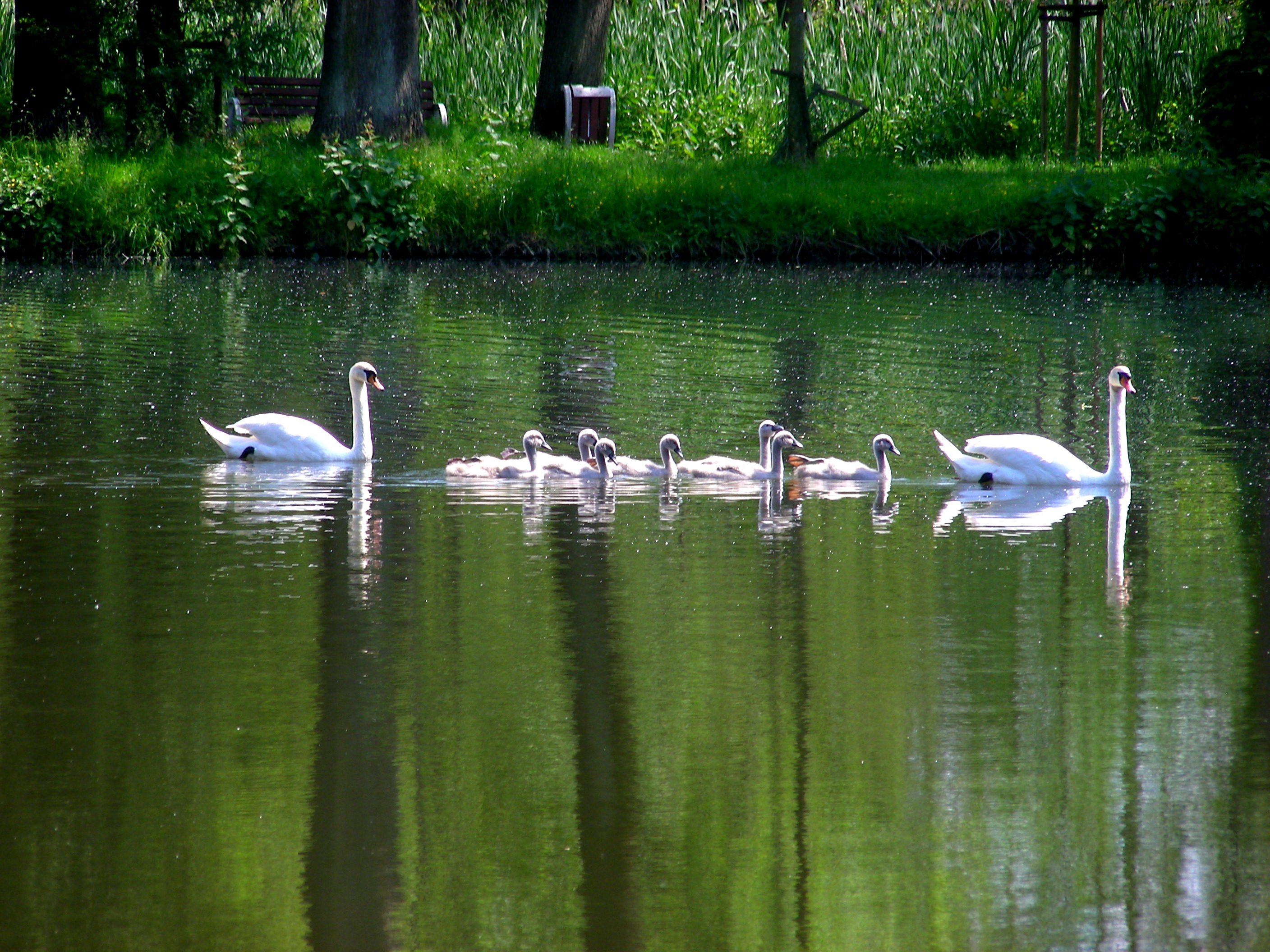
Cygnus olor, "Parc de Potulicki", Pruszków, Pologne, 3.Juin 2022

Plusieurs espèces de cygne, en particulier le cygne tuberculé et le cygne noir (originaire d'Australie), sont utilisés depuis des siècles comme oiseaux d'ornement des plans d'eau. Ils ont ainsi été introduits et acclimatés dans de nombreux pays.
L’usage du cygne comme oiseau d’ornement est attesté dès l’Antiquité. Selon Diodore de Sicile, la cité d’Agrigente s’était ainsi dotée au Ve siècle av. J.-C. d’un grand bassin artificiel dans lequel étaient entretenus des cygnes et d’autres oiseaux pour le plus « grand plaisir des spectateurs »,.
Le cygne tuberculé, apprécié pour sa grâce et sa beauté, a été introduit sur tous les continents afin d'orner les plans d'eau des parcs, jardins et domaines. Alors que son aire initiale de reproduction s'étendait depuis l'est de la Chine jusqu'au centre et au nord de l'Europe, il a été introduit comme oiseau d'agrément dès l'époque médiévale, notamment en Autriche, en Suisse, et en Allemagne, ce qui lui a permis de constituer des populations marronnes dans l'ouest et le sud de l'Europe.

#### Apanage des élites en Angleterre
En Angleterre et au Pays de Galles (mais pas en Écosse ou en Irlande), la possession de cygnes tuberculés (mute swans) était réglementée par une loi, l'Act of Swans, adoptée par le Parlement anglais en 1482. Cet acte n'autorisait que les propriétaires terriens détenant en pleine propriété des terres pour une valeur d'au moins cinq marcs de marquer les cygnes sur leurs terres, et réservait les cygnes non marqués de la sorte au monarque. Au XVe siècle, le monarque accorda par ailleurs à la Compagnie des Marchands de Vin et à la Compagnie des Teinturiers de Londres un privilège selon lequel ces deux compagnies partageaient avec lui la possession des cygnes sur la portion de la Tamise et ses affluents compris entre Windsor et Abingdon.

### Symbole et culture
L'aspect culturel du cygne est très riche en Europe. Peut-être l'histoire d'un cygne la plus connue est-elle celle de la fable du Vilain Petit Canard. Elle est centrée sur un vilain canard qui est maltraité jusqu'à ce qu'il rencontre des cygnes. Ceux-ci l'accueillent et le prétendu canard se transforme en un magnifique cygne blanc.
Les cygnes sont souvent un symbole de l'amour ou de la fidélité car ils entretiennent des relations monogames de longue durée. De nombreuses œuvres mettent en scène des cygnes, comme Lohengrin ou Parsifal. Le Lac des cygnes est un ballet aux nombreuses interprétations. Les Six Cygnes est le conte 49 des Frères Grimm. Les sept cygnes est le conte 87 du Livre des contes (1857) de Ludwig Bechstein, adapté d'un récit du Roman des sept sages ou Li romans de Dolopathos (1190, Dolopathos (en)), aussi nommé Elioxe et Beatris.
Le cygne est également le symbole du club de football gallois de Swansea City évoluant dans le championnat anglais et du club de football australien des Sydney Swans. Swans (« cygnes ») est le nom d'un groupe de rock alternatif américain mené par le guitariste et chanteur Michael Gira.

#### Mythologie
Les cygnes sont très présents dans les mythes. Selon la mythologie grecque, le cygne est l'oiseau dédié à Apollon. L'histoire de Léda et le cygne raconte qu'Hélène de Troie a été conçue par l'union de Zeus déguisé en cygne et de Léda, reine de Sparte. Certains personnages mythologiques se nomment Cycnos  (cygne), comme Cycnos fils de Poséidon.
La transformation de Cygnus, roi de Ligurie, témoin de la mort de Phaéton, donne naissance au cygne, une métamorphose longuement  décrite dans le livre II 367-380 des Métamorphoses d'Ovide.
Pour la mythologie celtique, voir Oidheadh Chloinne Lir.
Dans la mythologie hindoue, le cygne est le véhicule vahana du dieu Brahma, et le titre de Paramahamsa, "cygne suprême", est attribué à certains maîtres spirituels.

#### Héraldique
Dans le domaine de l'héraldique, le cygne est l'une des figures animales les plus anciennement présentes sur le blason. Il figure parmi la vingtaine d'espèces repérées par l'historien Michel Pastoureau qui ornent les écus avant 1200. Sa fréquence sur l'écu augmente considérablement à partir du xviie siècle, au moment où le répertoire des meubles et figures héraldiques s'accroît et se diversifie.

#### Quelques exemples de représentation de cygnes

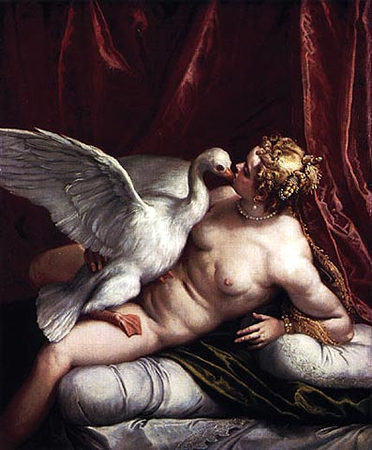
Léda et le cygne Paul Véronèse, 1585
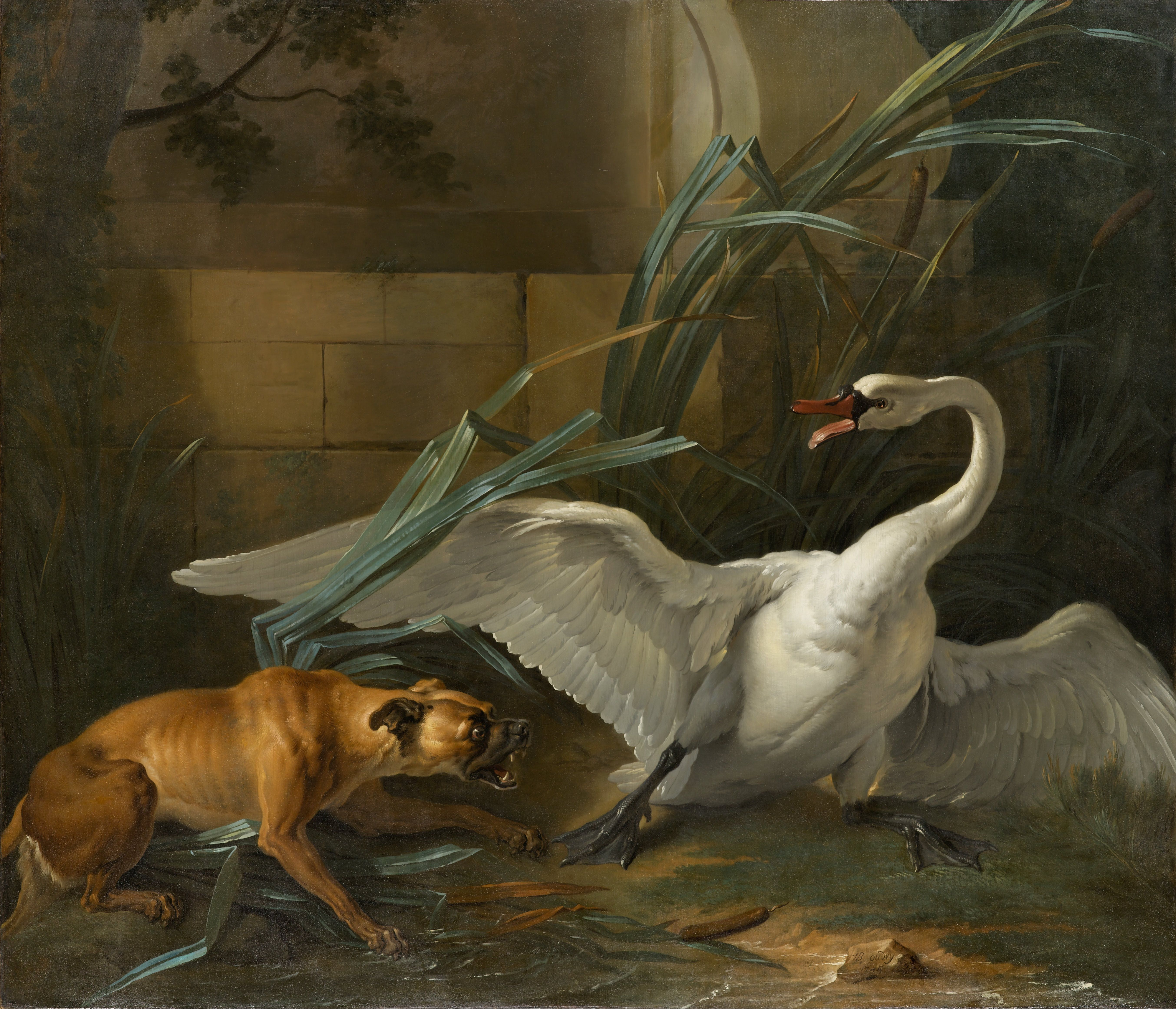
Cygne attaqué par un chien Jean-Baptiste Oudry, 1745
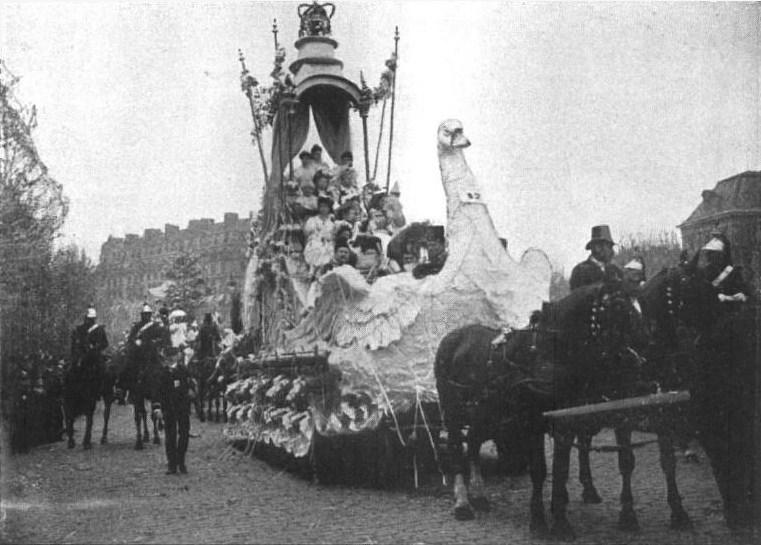
Le char en forme de cygne de Marie Schœnacker Reine des Reines de Paris à la Mi-Carême 1897